# Delta-Aurigiden
Die Delta-Aurigiden sind ein jährlich im Oktober aktiver Meteorstrom, mit einer ZHR von zwei Meteoren pro Stunde. Der Radiant befindet sich im nördlichen Areal des Sternbildes Fuhrmann.
Die Delta-Aurigiden wurde über viele Jahre gemeinsam mit den September-Perseiden als ein Meteorstrom betrachtet. Erst genauere Untersuchungen ergaben, dass es sich um zwei separate Ströme handelt, die nahtlos ineinander übergehen.